# Corrado Giaquinto
Corrado Giaquinto (Molfetta,  província de Bari, 18 de fevereiro de 1703 - Nápoles, 1765 ou 1766) foi um pintor italiano do Rococó.

## Biografia
Nascido ao norte de Bari, em Molfetta, Giaquinto foi aluno de Francesco Solimena e de Sebastiano Conca. Obteve uma carreira internacional muito brilhante, viajando bastante: foi chamado à corte da Espanha entre 1753 e 1762 para realizar trabalhos nos palácios reais de Madrid, do Escorial e de Aranjuez. Seria, então, nomeado pintor da corte, diretor geral da Real Academia de Belas-Artes de São Fernando (dezembro de 1753) e diretor artístico da Real Fábrica de Tapeçaria de Santa Bárbara. Para a Academia, presentearia uma pintura a óleo da Alegoria da Paz e a Justiça que seria uma versão da pintada anteriormente para o rei.

## Obras
Realizou um afresco destinado à Basílica de Santa Cruz de Jerusalém, de Roma, representado Moisés rompendo a rocha. Esta composição, pintada para o jubileu de 1750 e hoje em dia perdida, nos é conhecida por um projeto conservado na National Gallery de Londres.
Seu retrato do castrato Farinelli, mantido no conservatório de Bolonha, é igualmente uma de suas obras-primas.
Teve como discípulos os pintores José del Castillo e Antonio González Velázquez, que assim guiaria a Mariano Salvador Maella. Seu trabalho na Espanha foi, igualmente com o de Giovanni Battista Tiepolo, uma influência decisiva para Francisco de Goya. 

## Relações externas
- Trabalhos de Corrado Giaquinto em www.corrago-giaquinto.org